# Secretaria de Desenvolvimento Social do Distrito Federal
| Secretaria de Estado de Desenvolvimento Social do Distrito Federal                                |                        |
| SEPN 515 Bloco A Ed. Banco do Brasil – Asa Norte – CEP: 70.770 – 501 https://www.sedes.df.gov.br/ |                        |
| Atual secretário                                                                                  | Ana Paula Soares Marra |

A Secretaria de Desenvolvimento Social é um dos órgãos da administração direta do Governo do Distrito Federal, no Brasil. Tem como atribuições a execução das políticas de assistência social, transferência de renda e de segurança alimentar e nutricional.